# Hansjörg Jäkle
Hansjörg Jäkle (n. 19 octombrie 1971, Schonach im Schwarzwald, Republica Federală Germania, Germania) este un săritor cu schiurile ce a reprezentat Germania, medaliat olimpic. A participat la 2 ediții ale Jocurilor Olimpice (1994, 1998) în care a câștigat o medalie de aur și o medalie de argint.